# 费尔斯贝格 (瑞士)
费尔斯贝格（德語：Felsberg，發音：[ˈfɛlsˌbɛʁk] ⓘ）是瑞士格劳宾登州的一个市镇，总面积13.40平方千米，2018年12月31日总人口为2,622人。